# Céline Deville
Céline Nadine Sabine Deville (Berck, 24 de janeiro de 1982) é uma futebolista profissional francesa que atua como goleira.

## Carreira
Céline Deville fez parte do elenco da Seleção Francesa de Futebol Feminino, nas Olimpíadas de 2012. 